# الکساندر جیکو
الکساندر جیکو (انگلیسی: Alexander Djiku؛ زادهٔ ۹ اوت ۱۹۹۴) بازیکن فوتبال اهل فرانسه است.
از باشگاه‌هایی که در آن بازی کرده‌است می‌توان به باشگاه فوتبال استراسبورگ، باشگاه فوتبال باستیا، و باشگاه فوتبال کان اشاره کرد.
وی همچنین در تیم ملی فوتبال غنا بازی کرده‌است.